# Citroën C6 (China)

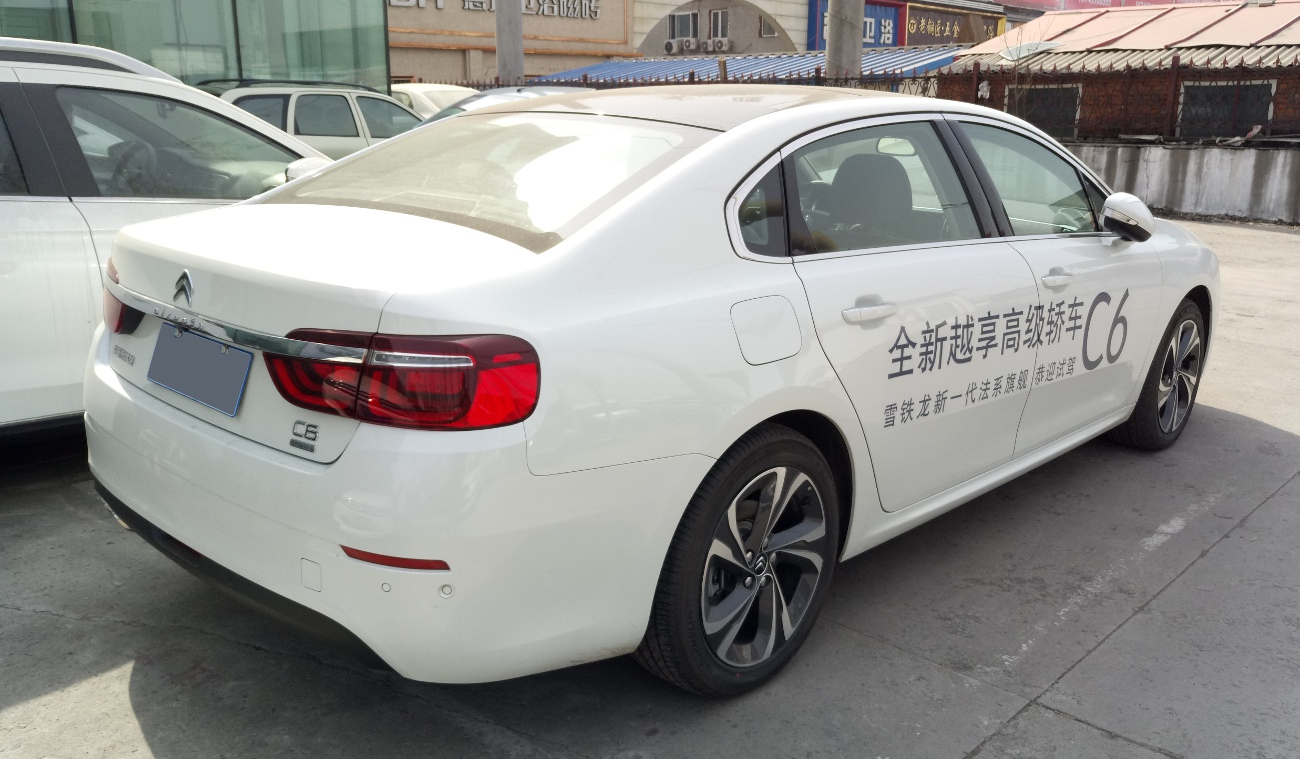
Heckansicht

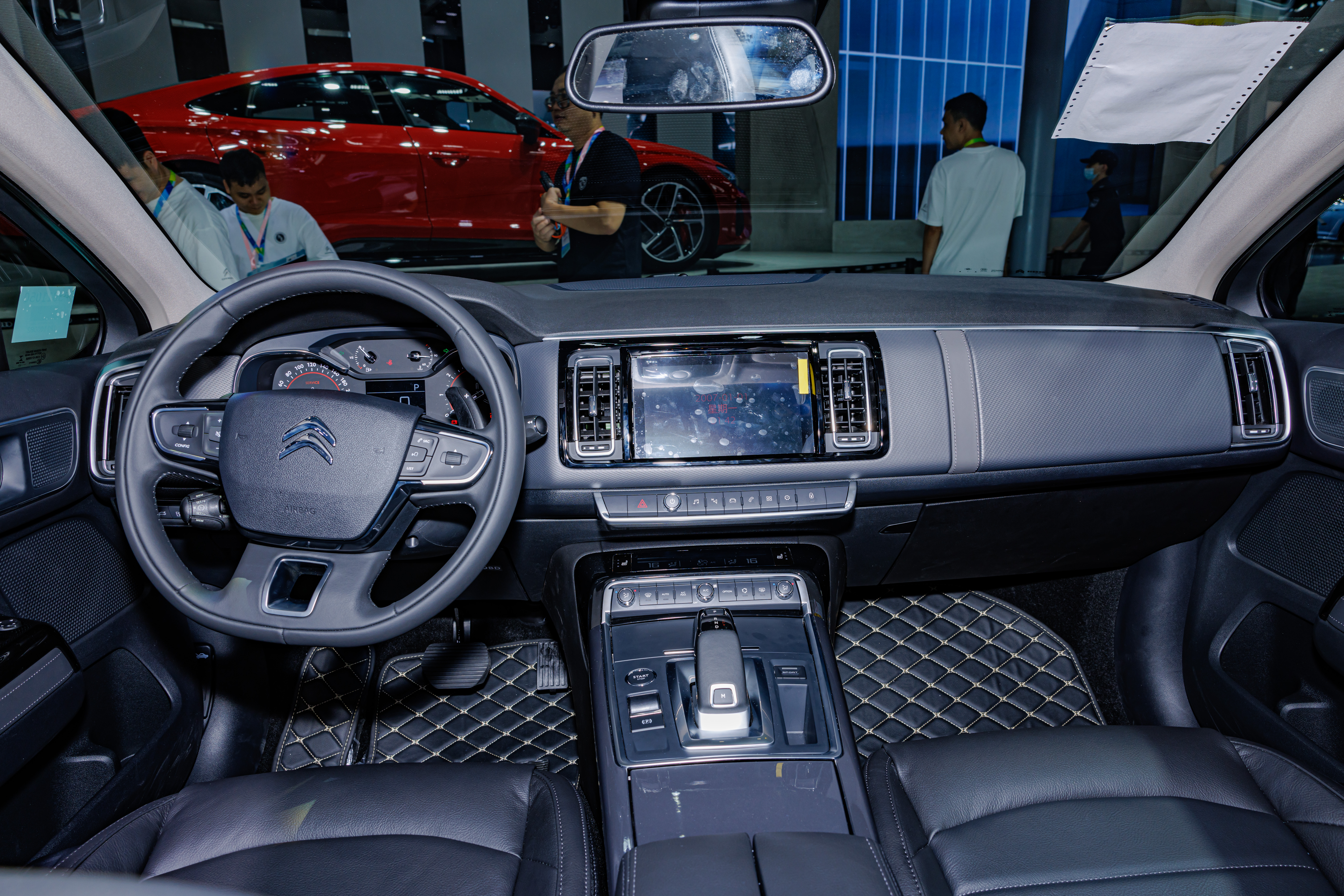
Innenansicht

Der Citroën C6 ist eine zwischen 2016 und 2024 ausschließlich in China angebotene Limousine der Oberen Mittelklasse des französischen Automobilherstellers Citroën. Er wird oft als neue Generation des von 2005 bis 2012 in Europa produzierten Citroën C6 bezeichnet, ist aber eine völlige Neuentwicklung.
Erstmals der Öffentlichkeit gezeigt wurde das Fahrzeug auf der Beijing Auto Show 2016, im Oktober 2016 kam es auf den Markt. Gebaut wurde der C6 bei Dongfeng Peugeot Citroën Automobile in Wuhan.
Das Fahrzeug steht auf der EMP2-Plattform von PSA, auf der auch der Dongfeng Fengshen A9 und der DS 9 basieren.
Den Antrieb übernehmen wahlweise ein 123 kW (167 PS) starker 1,6-Liter-Ottomotor oder ein 150 kW (204 PS) starker 1,8-Liter-Ottomotor. Beide kommen auch im DS 4S, im DS5 LS und im DS 6 zum Einsatz. Als Getriebe kommt ein 6-Stufen-Automatikgetriebe mit manuell anwählbaren Schaltstufen zum Einsatz.

## Technische Daten
|                                            | 350 THP                    | 360 THP                    | 380 THP                    | 400 THP                    |
| ------------------------------------------ | -------------------------- | -------------------------- | -------------------------- | -------------------------- |
| Bauzeitraum                                | 10/2016–07/2020            | 05/2019–03/2022            | 10/2016–07/2020            | 04/2019–03/2024            |
| Motorkenndaten                             |                            |                            |                            |                            |
| Motorart                                   | Ottomotor                  | Ottomotor                  | Ottomotor                  | Ottomotor                  |
| Motorbauart                                | R4                         | R4                         | R4                         | R4                         |
| Hubraum                                    | 1598 cm³                   | 1598 cm³                   | 1751 cm³                   | 1751 cm³                   |
| max. Leistung bei min−1                    | 123 kW (167 PS) / 6000     | 125 kW (170 PS) / 6000     | 150 kW (204 PS) / 5500     | 155 kW (211 PS) / 5500     |
| max. Drehmoment bei min−1                  | 245 Nm / 1400–4000         | 260 Nm / 2000–3500         | 280 Nm / 1400–4000         | 300 Nm / 1400–4000         |
| Kraftübertragung                           |                            |                            |                            |                            |
| Antrieb, serienmäßig                       | Vorderradantrieb           | Vorderradantrieb           | Vorderradantrieb           | Vorderradantrieb           |
| Getriebe, serienmäßig                      | 6-Stufen-Automatikgetriebe | 6-Stufen-Automatikgetriebe | 6-Stufen-Automatikgetriebe | 8-Stufen-Automatikgetriebe |
| Messwerte                                  |                            |                            |                            |                            |
| Höchstgeschwindigkeit                      | 215 km/h                   | 215 km/h                   | 235 km/h                   | 235 km/h                   |
| Beschleunigung, 0–100 km/h                 | 9,7 s                      | k. A.                      | 8,9 s                      | 8,8 s                      |
| Kraftstoffverbrauch auf 100 km, kombiniert | 6,4 l Super                | 6,3 l Super                | 6,6 l Super                | 6,4 l Super                |
| Leergewicht                                | 1590 kg                    | 1590 kg                    | 1655 kg                    | 1655 kg                    |
| Tankinhalt                                 | 70 l                       | 70 l                       | 70 l                       | 70 l                       |
| Abgasnorm                                  | China V                    | China VI                   | China V                    | China VI                   |